# 1976 w muzyce
Wydarzenia muzyczne w 1976 roku.

## Wydarzenia
- 16 stycznia – zostaje wydany siedemnasty studyjny album Boba Dylana Desire
- 18 kwietnia – rozpoczyna się drugie tournée Boba Dylana Rolling Thunder Revue
- 11 czerwca – pierwszy występ australijskiego zespołu AC/DC w Wielkiej Brytanii, którego kilku członków urodziło się w Szkocji
- 6 lipca – pierwszy występ angielskiego zespołu Throbbing Gristle w Air Gallery w Londynie.
- 13 września – zostaje wydany koncertowy album Boba Dylana Hard Rain
- 20 września – W Londynie odbył się pierwszy festiwal muzyki punk, a wystąpili m.in. Sex Pistols i The Clash.
- 10 grudnia – Grupa Queen wydaje album A Day at the Races.
- Powstaje zespół The Jam
- Powstaje zespół The Clash
- Powstaje zespół The Cure
- Powstaje zespół Joy Division
- Powstaje zespół U2
- Powstaje zespół The Damned
- Powstaje zespół Foreigner
- Powstaje zespół Generation X
- Powstaje zespół Madness
- Powstaje zespół UK Subs
- Powstaje zespół Upadek Komunizmu, reaktywowany w 2000 r. jako Werwolf 77
- Rozpada się zespół Grand Funk Railroad
- Ike & Tina Turner przestają występować razem
- Zespół Roxy Music zawiesza działalność do 1980
- Rozpada się zespół Soft Machine
- Rozpada się zespół Deep Purple (ponownie wznawia działalność w 1984)
- Rozpada się zespół The Mahavishnu Orchestra

## Urodzili się
- 2 stycznia – Laura Alonso Padin, hiszpańska śpiewaczka (sopran spinto)
- 10 stycznia – Maciej Silski, polski piosenkarz
- 17 stycznia – Aga Zaryan, polska wokalistka jazzowa
- 21 stycznia – Emma Bunton, brytyjska piosenkarka, autorka tekstów i aktorka (Spice Girls)
- 26 stycznia – Michał Bogdanowicz, polski śpiewak operowy (baryton)
- 28 stycznia – Rafał Trzaskalik, polski gitarzysta zespołu Łzy
- 3 lutego
  - Tijana Dapčević, serbska piosenkarka
  - Kenzie, właśc. Kim Yeon-jung, południowokoreańska kompozytorka i tekściarka pracująca w SM Entertainment
- 10 lutego
  - Vanessa da Mata, brazylijska piosenkarka
  - Olli Happonen, fiński skoczek narciarski i perkusista zespołu The Kroisos
- 16 lutego – Marcin Ułanowski, polski perkusista
- 26 lutego
  - Ky-Mani Marley, jamajski aktor i muzyk grający muzykę reggae; syn Boba Marleya
  - Sławomir Puchała, polski perkusista
- 2 marca – Wojciech Gierlach, polski śpiewak (bas)
- 3 marca
  - Karolina Jaroszewska, polska wiolonczelistka
  - Natalia Kukulska, polska piosenkarka
- 5 marca
  - Chiwoniso Maraire, zimbabweńska piosenkarka (zm. 2013)
  - Włodi, właśc. Paweł Włodkowski, polski raper i producent
- 6 marca – Yannick Nézet-Séguin, kanadyjski dyrygent i pianista
- 8 marca
  - Sergej Ćetković, czarnogórski piosenkarz i autor tekstów
  - Aida Čorbadžić, bośniacka śpiewaczka operowa (sopran)
- 10 marca – Ane Brun, norweska piosenkarka, autorka tekstów i gitarzystka
- 11 marca
  - Black Coffee, południowoafrykański DJ i producent muzyczny
  - Szymon Wydra, polski piosenkarz, autor tekstów, gitarzysta i poeta, członek zespołu Szymon Wydra & Carpe Diem
- 16 marca – Blu Cantrell, amerykańska piosenkarka R&B i autorka tekstów
- 17 marca – Stephen Gately, irlandzki piosenkarz, członek irlandzkiego boysbandu Boyzone (zm. 2009)
- 20 marca – Chester Bennington, amerykański muzyk rockowy, wokalista zespołów Linkin Park, Dead by Sunrise i Stone Temple Pilots (zm. 2017)
- 21 marca
  - Przemysław Mieszko Rudź, polski kompozytor i wykonawca muzyki elektronicznej
  - Tomasz Tokarczyk, polski dyrygent
- 22 marca
  - Zoli Ádok, węgierski piosenkarz
  - Geert Noppe, belgijski wokalista, perkusista i gitarzysta zespołów Yevgueni, Walrus i Hooverphonic
- 24 marca – Agnieszka Franków-Żelazny, polska chórmistrzyni, muzyk, profesor doktor habilitowany sztuk muzycznych
- 25 marca – Marcin Mentel, polski gitarzysta rockowy
- 29 marca – Charlotte Martin, amerykańska piosenkarka i autorka tekstów
- 2 kwietnia – Samu Haber, fiński wokalista, autor tekstów, kompozytor i gitarzysta zespołu Sunrise Avenue
- 4 kwietnia – Michał Kocimski, polski oboista i dyrygent
- 5 kwietnia – Richard Durand, holenderski DJ i producent muzyczny
- 6 kwietnia – Georg Hólm, islandzki muzyk, kompozytor i basista, współzałożyciel Sigur Rós
- 12 kwietnia – Knut Anders Sørum, norweski piosenkarz
- 16 kwietnia – Robert Dahlqvist, szwedzki gitarzysta i wokalista (zm. 2017)
- 18 kwietnia – Gavin Creel, amerykański aktor i wokalista (zm. 2024)
- 20 kwietnia – Marcin Macuk, polski kompozytor, producent, multiinstrumentalista
- 21 kwietnia – Gregor Salto, holenderski DJ i producent muzyczny
- 23 kwietnia – Matteo Messori, włoski klawesynista, organista i dyrygent muzyki dawnej
- 25 kwietnia – Artur Ruciński, polski śpiewak operowy (baryton)
- 27 kwietnia – Leoš Mareš, czeski piosenkarz, muzyk, prezenter telewizyjny i radiowy oraz aktor
- 28 kwietnia – Paweł Stępień, polski perkusista, muzyk sesyjny
- 1 maja – Tomasz Kudyk, polski trębacz jazzowy
- 11 maja – Sahlene, właśc. Anna Sahlin, szwedzka aktorka i piosenkarka
- 12 maja – Kardinal Offishall, kanadyjski raper i producent muzyczny
- 13 maja – Ana Popović, serbska gitarzystka i wokalistka bluesowa
- 14 maja
  - Martine McCutcheon, brytyjska aktorka i piosenkarka
  - Sebastian Karpiel-Bułecka, polski piosenkarz, skrzypek i muzyk zespołu Zakopower
- 16 maja
  - DJ Umek, słoweński DJ i producent muzyczny
  - Arkadiusz Dzierżawa, polski kompozytor i basista zespołu Łzy
- 17 maja – Leehom Wang, amerykański muzyk, producent muzyczny, tekściarz, aktor i reżyser filmowy chińskiego pochodzenia
- 18 maja – Radosław Liszewski, polski piosenkarz disco polo, założyciel zespołu Weekend
- 21 maja – Ewelina Marciniak, polska piosenkarka, autorka tekstów, kompozytorka z kręgu piosenki autorskiej i poezji śpiewanej
- 23 maja – Agnieszka Chylińska, polska wokalistka rockowa i felietonistka
- 24 maja – Terrance Quaites, amerykański piosenkarz
- 9 czerwca – Aziza Brahim, saharyjska piosenkarka, kompozytorka i aktorka
- 17 czerwca – Maciej Molęda, polski muzyk, piosenkarz i kompozytor
- 18 czerwca
  - Busbee, amerykański autor piosenek, producent nagrań, multiinstrumentalista (zm. 2019)
  - Fredrik Hermansson, szwedzki wokalista, muzyk, kompozytor i instrumentalista klawiszowiec
  - Per Husebø, norweski muzyk metalowy, kompozytor, wokalista, autor tekstów i multiinstrumentalista
  - Blake Shelton, amerykański wokalista, gitarzysta i kompozytor
- 20 czerwca – Paweł Gusnar, polski saksofonista, solista, kameralista, muzyk sesyjny, pedagog
- 21 czerwca – Kacper Kuszewski, polski aktor i piosenkarz
- 24 czerwca – Robert Markiewicz, polski muzyk instrumentalista, perkusista, skrzypek, kompozytor, producent muzyczny
- 27 czerwca – Maria Sadowska, polska scenarzystka i reżyser oraz piosenkarka wykonująca muzykę jazz, pop, funk i elektroniczną
- 9 lipca – Katarzyna Oleś-Blacha, polska śpiewaczka operowa (sopran koloraturowy)
- 11 lipca – Wojciech Cugowski, polski gitarzysta zespołu Bracia
- 15 lipca – Jim Jones, amerykański raper
- 17 lipca – Luke Bryan, amerykański piosenkarz i autor tekstów
- 19 lipca
  - Pédro Alvès, francuski piosenkarz portugalskiego pochodzenia
  - Eric Prydz, szwedzki DJ i producent muzyczny
  - Ewa Strusińska, polsko-brytyjska dyrygentka symfoniczno-operowa
- 31 lipca – Marius Nedelcu, rumuński wokalista
- 12 sierpnia – Lina Rafn, duńska piosenkarka, autorka tekstów i producentka muzyczna, wokalistka zespołu Infernal
- 26 sierpnia – Amaia Montero, hiszpańska wokalistka zespołu La Oreja de Van Gogh
- 23 sierpnia – Sebastian Kaniuk, polski śpiewak operowy (kontratenor)
- 25 sierpnia – Erik Bobella, amerykański gitarzysta basowy
- 26 sierpnia – Zemfira, rosyjska piosenkarka rockowa
- 31 sierpnia – Vincent Delerm, francuski piosenkarz, pianista i kompozytor
- 6 września – N.O.R.E., amerykański raper
- 9 września
  - Morris, właśc. Marius Iancu, rumuński piosenkarz, DJ i producent muzyczny
  - Lúcia Moniz, portugalska piosenkarka i aktorka
- 14 września – Kevin Lyttle, piosenkarz z Saint Vincent
- 16 września – Elīna Garanča, łotewska śpiewaczka operowa (mezzosopran)
- 17 września
  - Peja, właśc. Ryszard Andrzejewski, polski raper, założyciel grupy Slums Attack
  - Marcin Urbaś, polski lekkoatleta i piosenkarz
- 18 września – Jacek Aumüller, polski muzyk, kompozytor i realizator dźwięku
- 21 września – Max Emanuel Cenčić, chorwacki śpiewak operowy (sopran, kontratenor)
- 22 września – Martin Solveig, francuski DJ i producent muzyczny
- 25 września – Santigold, właśc. Santi White, amerykańska wokalistka, producentka i autorka tekstów
- 27 września – Monika Absolonová, czeska piosenkarka
- 2 października – Mandisa, amerykańska piosenkarka gospel (zm. 2024)
- 7 października – Tatana Sterba, szwajcarska DJ-ka i producentka muzyczna
- 10 października – Łukasz Pohl, polski prawnik, profesor nauk prawnych, kompozytor muzyki poważnej, muzyk-kontrabasista klasyczny
- 13 października – Patrycja Piekutowska, polska skrzypaczka, pedagog
- 15 października – Nikołaj Baskow, rosyjski śpiewak i piosenkarz (tenor)
- 16 października – Pono, właśc. Rafał Poniedzielski, polski raper i producent muzyczny
- 17 października – Fabri Fibra, włoski raper
- 22 października – Jacek Nowak, polski perkusista rockowy
- 23 października – Eurazja Srzednicka, polska wokalistka
- 26 października – Aaron Spears, amerykański perkusista (zm. 2023)
- 29 października – Mark Sheehan, irlandzki muzyk, piosenkarz, producent muzyczny, gitarzysta zespołu The Script (zm. 2023)
- 2 listopada – EDX, właśc. Maurizio Colella, szwajcarski DJ i producent muzyczny
- 6 listopada – Mike Herrera, amerykański muzyk rockowy, wokalista i basista zespołu punkowego MxPx
- 7 listopada – Wojciech Olszak, polski klawiszowiec, producent muzyczny i realizator dźwięku, muzyk sesyjny, kompozytor
- 8 listopada – DJ Shog, niemiecki DJ i producent muzyczny (zm. 2022)
- 9 listopada – Danzel, właśc. Johan Waem, belgijski piosenkarz
- 12 listopada – Damian Kurasz, polski gitarzysta, muzyk sesyjny, kompozytor, aranżer, producent muzyczny, realizator nagrań i wykładowca
- 22 listopada – Ville Valo, fiński wokalista, kompozytor i autor tekstów, lider zespołu HIM
- 1 grudnia – Jekatierina Abdullina, ukraińska śpiewaczka operowa (sopran koloraturowy)
- 4 grudnia
  - Amie Comeaux, amerykańska piosenkarka country (zm. 1997)
  - Michał Worgacz, polski muzyk, wokalista, gitarzysta i kompozytor, lider grupy PiKANTiK
- 5 grudnia – Ireneusz Miczka, polski śpiewak operowy (baryton)
- 6 grudnia
  - Ole Børud, norweski muzyk sesyjny, multiinstrumentalista, wokalista, kompozytor i producent muzyczny
  - Paolo Meneguzzi, szwajcarski piosenkarz
  - Piotr Wyleżoł, polski pianista jazzowy, kompozytor, pedagog muzyczny
- 13 grudnia – MaLoY, filipińsko-niemiecka piosenkarka
- 17 grudnia
  - Teedra Moses, amerykańska piosenkarka R&B i soul
  - Tomasz Szymuś, polski muzyk, kompozytor, aranżer i dyrygent
- 25 grudnia
  - Armin van Buuren, holenderski DJ i producent muzyki trance
  - Tuomas Holopainen, fiński kompozytor, muzyk i poeta, założyciel fińskiego zespołu metalowego Nightwish
  - Margo, właśc. Małgorzata Gadzińska-Kobiałko, polska piosenkarka, autorka tekstów, kompozytorka i choreografka
- 29 grudnia – Patrycja Gola, polska wokalistka

## Zmarli
- 2 stycznia – Mateusz Gliński, kanadyjski publicysta muzyczny polskiego pochodzenia, dyrygent i kompozytor (ur. 1892)
- 5 stycznia – Georges Migot, francuski kompozytor (ur. 1891)
- 6 stycznia – Óscar Esplá, hiszpański kompozytor (ur. 1886)
- 10 stycznia – Howlin’ Wolf, amerykański wokalista i gitarzysta bluesowy (ur. 1910)
- 14 stycznia – Juan d’Arienzo, argentyński skrzypek i kompozytor, muzyk tanga argentyńskiego, aktor (ur. 1900)
- 16 stycznia – Henryk Klejne, polski kompozytor, dyrygent i pianista (zm. 1919)
- 17 stycznia – Adam Pawlikowski, polski aktor niezawodowy, dziennikarz, krytyk filmowy, muzykolog, kompozytor, wirtuoz okaryny (ur. 1925)
- 22 stycznia – Paul Robeson, amerykański aktor i śpiewak (bas) (ur. 1898)
- 31 stycznia – Evert Taube, szwedzki pisarz, artysta, kompozytor i piosenkarz (ur. 1890)
- 1 lutego
  - Władysław Bukowiecki, polski teoretyk muzyki, dyrygent, pedagog (ur. 1910)
  - Karol Mroszczyk, polski kompozytor, dyrygent, skrzypek i pedagog (ur. 1905)
- 2 lutego – Ludwika Jaworzyńska, polska śpiewaczka operowa (sopran dramatyczny) (ur. 1884)
- 9 lutego – Percy Faith, kanadyjski kompozytor, aranżer i dyrygent (ur. 1908)
- 13 lutego – Lily Pons, francusko-amerykańska śpiewaczka (sopran) (ur. 1898)
- 22 lutego – Florence Ballard, amerykański wokalista The Supremes (ur. 1943)
- 1 marca – Jean Martinon, francuski dyrygent, kompozytor i skrzypek (ur. 1910)
- 15 marca – Maria Kaczurbina, polska kompozytorka i pedagog; współautorka elementarza muzycznego (ur. 1908)
- 19 marca – Paul Kossoff, angielski muzyk rockowy; gitarzysta i współzałożyciel brytyjskiego zespołu Free (ur. 1950)
- 24 marca – Józef Klonowski, polski działacz śpiewaczy i polonijny w Niemczech, dyrygent i nauczyciel muzyki (ur. 1913)
- 9 kwietnia – Phil Ochs, amerykański piosenkarz, gitarzysta i kompozytor (ur. 1940)
- 10 kwietnia – Enrico Mainardi, włoski wiolonczelista, dyrygent, kompozytor (ur. 1897)
- 9 maja – Raymond Chevreuille, belgijski kompozytor (ur. 1901)
- 12 maja – Rudolf Kempe, niemiecki dyrygent (ur. 1910)
- 15 maja – David Munrow, brytyjski flecista, znawca muzyki dawnej (ur. 1942)
- 26 maja – Maggie Teyte, angielska śpiewaczka (sopran) (ur. 1888)
- 20 maja – Wiktor Brégy, polski śpiewak (tenor) (ur. 1903)
- 6 czerwca
  - Charles Panzéra, francuski śpiewak operowy (baryton) i pedagog muzyczny pochodzenia szwajcarskiego (ur. 1896)
  - Elisabeth Rethberg, niemiecka śpiewaczka operowa (sopran) (ur. 1894)
- 14 czerwca – Géza Anda, szwajcarski pianista i pedagog pochodzenia węgierskiego (ur. 1921)
- 24 czerwca – Samuel Dushkin, amerykański skrzypek pochodzenia polskiego (ur. 1891)
- 28 czerwca – Jakow Zak, rosyjski pianista i pedagog (ur. 1913)
- 13 lipca – Max Butting, niemiecki kompozytor (ur. 1888)
- 18 lipca – Nina Makarowa, rosyjska kompozytorka i pianistka (ur. 1908)
- 22 lipca – Karol Hławiczka, polski pianista, organista, pedagog, historyk muzyki, chopinolog, kompozytor, dyrygent (ur. 1894)
- 7 sierpnia – Helge Pahlman, fiński muzyk orkiestrowy i kompozytor muzyki tanecznej (ur. 1911)
- 8 sierpnia – Adolf Rosner, polski i rosyjski trębacz jazzowy oraz kompozytor pochodzenia żydowskiego (ur. 1910)
- 25 sierpnia – Mieczysław Münz, polsko-amerykański pianista (ur. 1900)
- 26 sierpnia – Lotte Lehmann, niemiecka śpiewaczka operowa (sopran dramatyczny) (ur. 1888)
- 2 września – Bogusław Choiński, polski poeta, autor tekstów piosenek, scenarzysta, malarz i rysownik (ur. 1925)
- 11 września – Jan Kunc, czeski kompozytor, pedagog i pisarz (ur. 1883)
- 7 października – Nikolai Lopatnikoff, amerykański kompozytor pochodzenia rosyjskiego (ur. 1903)
- 18 października – Janine Micheau, francuska śpiewaczka operowa (sopran) (ur. 1914)
- 28 października – Karol Mieczysław Prosnak, polski kompozytor i dyrygent (ur. 1898)
- 7 listopada – Arnold Lewak, polski muzyk pochodzenia żydowskiego; pianista, skrzypek, altowiolista, dyrygent (ur. 1902)
- 12 listopada – Walter Piston, amerykański kompozytor muzyki poważnej (ur. 1894)
- 30 listopada – Adam Zbigniew Liebhart, polski muzykolog (ur. 1905)
- 3 grudnia – Konrad Bryzek, polski skrzypek, pedagog i dyrygent (ur. 1921)
- 4 grudnia
  - Benjamin Britten, angielski kompozytor i dyrygent (ur. 1913)
  - Tommy Bolin, amerykański gitarzysta rockowy, muzyk zespołu Deep Purple (ur. 1951)
- 12 grudnia – Francesco Merli, włoski śpiewak operowy (tenor) (ur. 1887)
- 13 grudnia – Vladas Jakubėnas, litewski kompozytor, pedagog i krytyk muzyczny (ur. 1903)
- 28 grudnia – Freddie King, amerykański gitarzysta bluesowy (ur. 1934)

## Albumy

### polskie
- Za każdy uśmiech – Anna Jantar
- NOL – Breakout
- Przechodniem byłem między wami – Budka Suflera
- Dzień jeden w roku – Czerwone Gitary
- Port piratów – Czerwone Gitary
- Różowe miasto – Edward Hulewicz
- Z Tobą świat nie ma wad – Jerzy Połomski
- Sing-Sing – Maryla Rodowicz

### zagraniczne
- Arrival – ABBA
- At My Time of Life – Bing Crosby
- Bing Crosby Live at the London Palladium – Bing Crosby
- Feels Good, Feels Right – Bing Crosby
- High Voltage – AC/DC
- Romance '76 – Peter Baumann
- Technical Ecstasy – Black Sabbath
- We Sold Our Souls For Rock ’n’ Roll – Black Sabbath
- Blondie – Blondie
- Desire – Bob Dylan
- Hard Rain – Bob Dylan
- Their Greatest Hits 1971–1975 – Eagles
- Hotel California – Eagles
- A New World Record – Electric Light Orchestra
- Works Volume I – Emerson, Lake and Palmer
- A Trick of the Tail – Genesis
- Wind & Wuthering – Genesis
- Rock and Roll Over – KISS[1]
- Presence – Led Zeppelin
- The Song Remains the Same – Led Zeppelin
- One More from the Road – Lynyrd Skynyrd
- The Story of I – Patrick Moraz
- A Day at the Races – Queen
- Rising – Rainbow
- Ramones – Ramones (debiut)
- Black and Blue – The Rolling Stones
- The Runaways – The Runaways (debiut)
- 2112 – Rush
- Moondawn – Klaus Schulze
- Nobody’s Fools – Slade
- Stratosfear – Tangerine Dream

## Muzyka poważna
- Henryk Mikołaj Górecki – Symfonia Nr 3 Symfonia pieśni żałosnych
- Wojciech Kilar – poemat symfoniczny Kościelec 1909
- Powstaje Folksong Lukasa Fossa
- Powstaje American Cantata Lukasa Fossa

## Opera
- Philip Glass – Einstein on the Beach

## Nagrody
- Konkurs Piosenki Eurowizji 1976
  - „Save Your Kisses for Me”, Brotherhood of Man